# Liste der Monuments historiques in Novéant-sur-Moselle
Die Liste der Monuments historiques in Novéant-sur-Moselle führt die Monuments historiques in der französischen Gemeinde Novéant-sur-Moselle auf.

## Liste der Objekte
| Bezeichnung                   | Beschreibung                                                        | Standort                       | Kennzeichnung | Schutzstatus | Datum | Bild |
| ----------------------------- | ------------------------------------------------------------------- | ------------------------------ | ------------- | ------------ | ----- | ---- |
| Kruzifix                      | Elfenbein, Holz, Metall, vor 1802; aus der Abtei St-Arnould in Metz | in der Kirche St-Genest (Lage) | PM57000811    | Inscrit      | 2010  |      |
| Skulptur Madonna mit Kind     | Eichenholz, 15. Jahrhundert                                         | in der Kirche St-Genest (Lage) | PM57000934    | Inscrit      | 1996  |      |
| Skulptur Christus in der Rast | Stein, 16. Jahrhundert                                              | in der Kirche St-Genest (Lage) | PM57000425    | Classé       | 1990  |      |